# Islamia College University
L’Islamia College ou Islamia College University (en ourdou : اسلامیہ کالج پشاور) est un établissement d'enseignement supérieur public pakistanais situé à Peshawar, capitale de la province de Khyber Pakhtunkhwa.

## Histoire

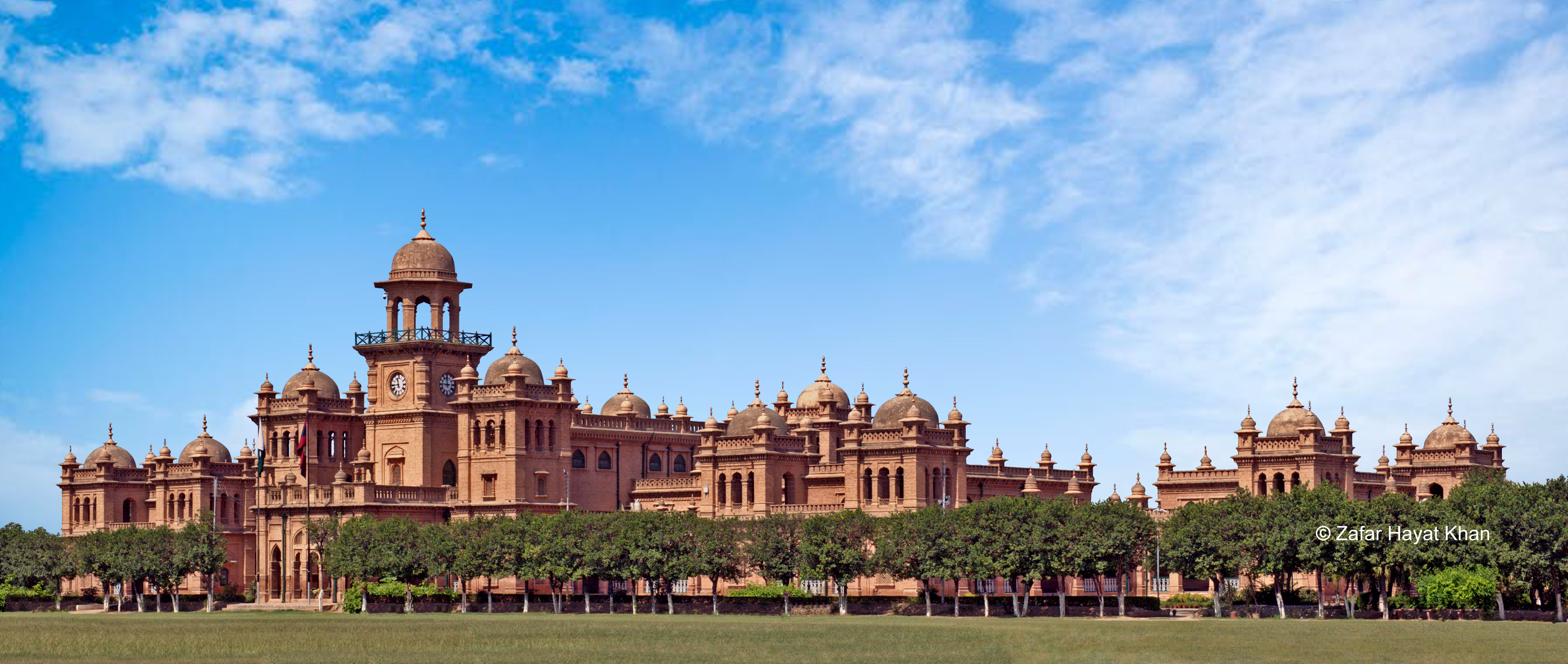
LIslamia College de Peshawar.

L'Islamia College a été fondé le 1er octobre 1913 à Peshawar, et s'inscrit dans la lignée du mouvement d'Aligarh.